# Russell Ford
Russell Ford (Melbourne, 18 augustus 1983) is een Australisch hockeyer.
Ford begon op achtjarige leeftijd met hockeyen. Zijn club is de Melville City Hockey Club. Al in 2006 debuteerde de aanvaller al bij de Australische hockeyploeg. Hij maakte deel uit van de selectie die op de Olympische Spelen 2012 de zilveren medaille wist te bemachtigen. Hij was ook van de partij tijdens de halve finale van de Hockey World League in Rotterdam.

## Belangrijkste resultaten
- 2007  Champions Trophy te Kuala Lumpur (Mys)
- 2012  Olympische Spelen te Londen (Eng)
- 2012  Champions Trophy te Melbourne (Aus)